# 20 lat... i ani dnia dłużej
20 lat... i ani dnia więcej – amerykańska tragikomedia filmowa z 1996 roku w reżyserii Paula Mazursky'ego.

## Opis fabuły
Margaret i Jack są małżeństwem od 20 lat, ale nie są szczęśliwym małżeństwem. Ona nie może mieć dzieci i zajmuje się domem, on – człowiek interesu, finansowo zależny od żony i uwikłany w romans z asystentką. W 20 rocznicę ślubu Margaret postanawia popełnić samobójstwo zażywając truciznę, kiedy pojawia się Tony informując Margaret, że wynajął go jej mąż, żeby ją zabić.

## Obsada
- Cher – Margaret
- Chazz Palminteri – Tony
- Ryan O’Neal – Jack Connor
- Paul Mazursky – Susskind
- Amber Smith – Debbie
- Elisa Leonetti – Maria

i inni